# Рем-Флехде-Барген
Рем-Флехде-Барген (њем. Rehm-Flehde-Bargen) општина је у њемачкој савезној држави Шлезвиг-Холштајн. Једно је од 115 општинских средишта округа Дитмаршен. Према процјени из 2010. у општини је живјело 571 становника. Посједује регионалну шифру (AGS) 1051092.

## Географски и демографски подаци
Рем-Флехде-Барген се налази у савезној држави Шлезвиг-Холштајн у округу Дитмаршен. Општина се налази на надморској висини од 1 метара. Површина општине износи 14,6 km². У самом мјесту је, према процјени из 2010. године, живјело 571 становника. Просјечна густина становништва износи 39 становника/km².